# FC Grănicerul Glodeni
El FC Grănicerul Glodeni es un club de fútbol de Moldavia de la ciudad de Glodeni. Fue fundado el 16 de agosto de 2013 y juega en la Liga 2, la tercera división del fútbol moldavo.

## Palmarés
- Liga 2

campeón (1): 2016–17